# Arrebo
Arrebo  är en medeltida gård som tidigare har varit sätesgård i Blåviks socken, Boxholms kommun. 1632 hade Mauritz Holst det som säteri, men förlorade säterifriheten 1680 för "ofullkomliga byggnader och hus". Jakob Gyllenborg tog sedan över gården som återfick säterifriheten 1685. Gården bestod av 1 hemman. Öster om gården finns en sjö med namnet Arrebosjön. Under 1700-talet bodde överjägmästaren Johan Rosenquist af Åkershult (1731-1800) här.

## Torp och stugor under Arrebo
De äldsta torpet är Rödsjön och Trimplamo som är från åtminstone början av 1700-talet.
- Carlstorp
- Ledsjöudden (Udden, Johannesberg)
- Ljungstugan
- Rösjön
- Sjöstugan
- Sågen
- Lugnet

### Jonstorp
Byggs under slutet av 1700-talet av Jon.

### Erikstorp
Byggdes i början av 1800-talet. Den första boende var Erik Wastesson från Malexander.

### Gunnarstorp
Byggdes i början av 1800-talet. Den första boende var Gunnar Persson Hallström från Västergötland.

### Rödsjön
Norr om torpet Rödsjön ligger 3 insjöar Rödsjön, Lilla Rödsjön och Stora Rödsjön. Torpet har åtminstone funnits sedan 1734. Äldre stavning av namnet är Rösiön.